# Laburnum
Laburnum Fabr., 1759 è un genere della famiglia Fabaceae. Compongono attualmente il genere due sole specie arboree di piccole dimensioni originarie dell'Europa Meridionale, riconducibili al nome comune di maggiociondolo.

## Tassonomia
Il genere Laburnum comprende le seguenti specie:
- Laburnum alpinum (Mill.) Bercht. & J. Presl
- Laburnum anagyroides Medik..

È stato descritto anche il seguente ibrido:
- Laburnum × watereri (A.C.Rosenthal & Bermann) Dippel

### Binomi obsoleti
- Laburnum caramanicum (Boiss. & Heldr.) Benth. & Hook.f. = Podocytisus caramanicus Boiss. & Heldr.